# Enns (thành phố)

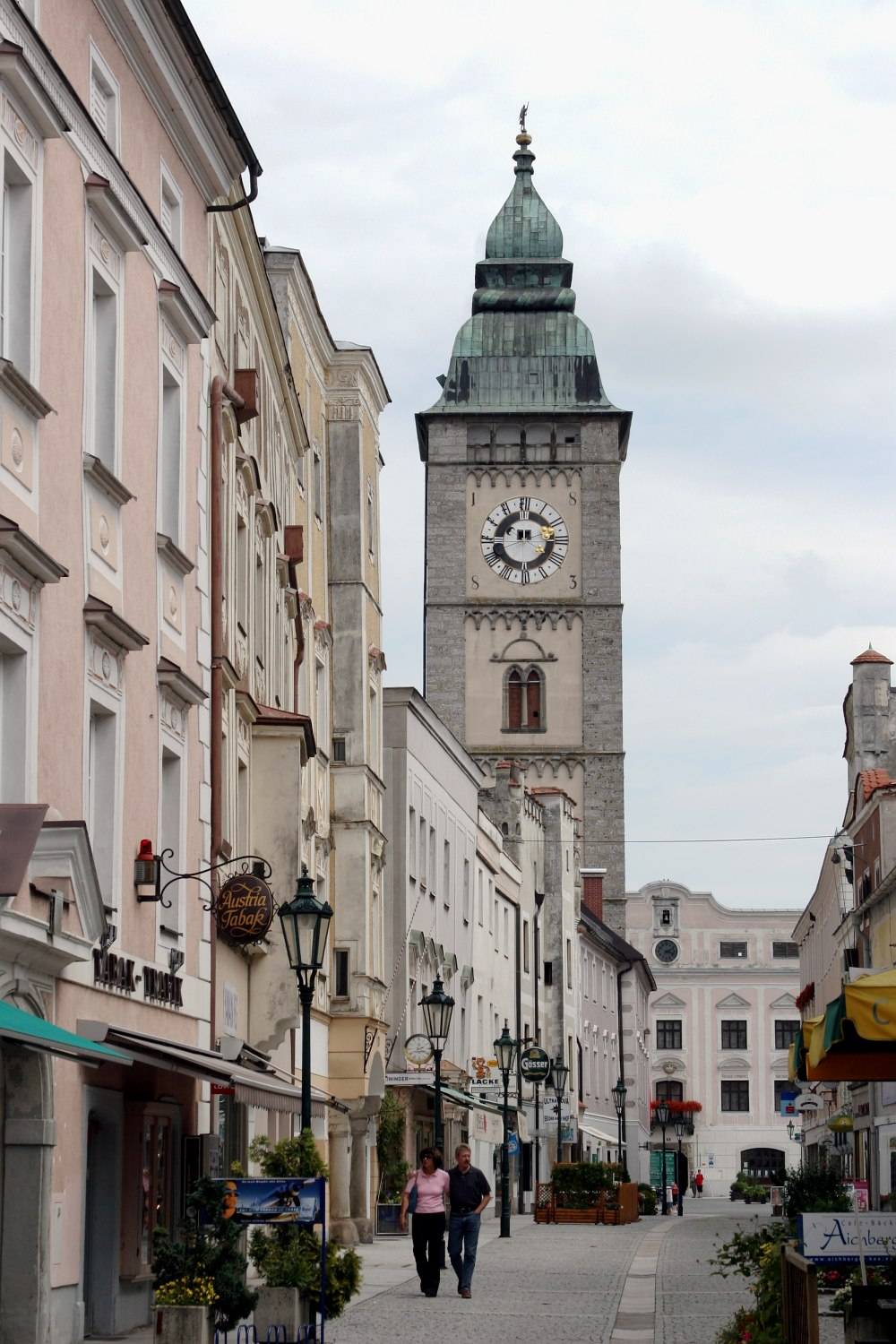
The tower of Enns

Enns là một thành phố ở bang Thượng Áo, nằm ở khu vực có độ cao 281 mét trên mực nước biển, bên bờ sông Enns, sông tạo thành biên giới với bang Hạ Áo.

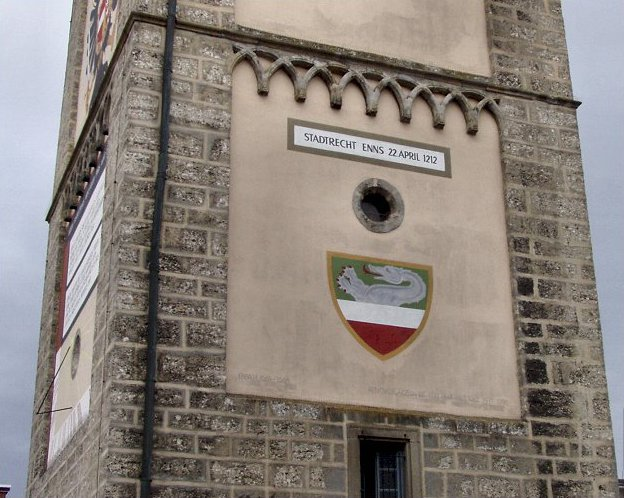
Tháp thành phô

Thành phố Enns có kích thước 7,5 km nam-bắc và 8,6 km đông-nam. Diện tích là 34,3 km², trong đó có 12,8% là rừng, 64,1% là đất nông nghiệp. Thành phố này gồm các khu vực dân cư Einsiedl, Enghagen, Enghagen am Tabor, Enns, Ental, Erlengraben, Hiesendorf, Kottingrat, Kristein, Kronau, Lorch, Moos, Rabenberg và Volkersdorf.